# Akropoli (stacja metra)
Akropoli (gr: Ακρόπολη) – stacja metra ateńskiego, na linii 2 (czerwonej). Została otwarta 16 listopada 2000. Znajduje się na wschód od Akropolu oraz jest najbliżej położoną stacją od Muzeum Akropolu.